# Sigambal
Sigambal is een bestuurslaag in het regentschap Labuhan Batu van de provincie Noord-Sumatra, Indonesië. Sigambal telt 5972 inwoners (volkstelling 2010).